# خاطرات نیمه‌شب (ترانه)
«خاطرات نیمه‌شب» تک‌آهنگی از وان دایرکشن است که در ۹ مارس ۲۰۱۴ منتشر شد.
این تک‌آهنگ در چارت‌های ایتالیا، والونیا، دانمارک، فلاندرز، ایرلند، نیوزلند، اسپانیا جزو ده ترانه اول قرار گرفت.